# 渭東地区

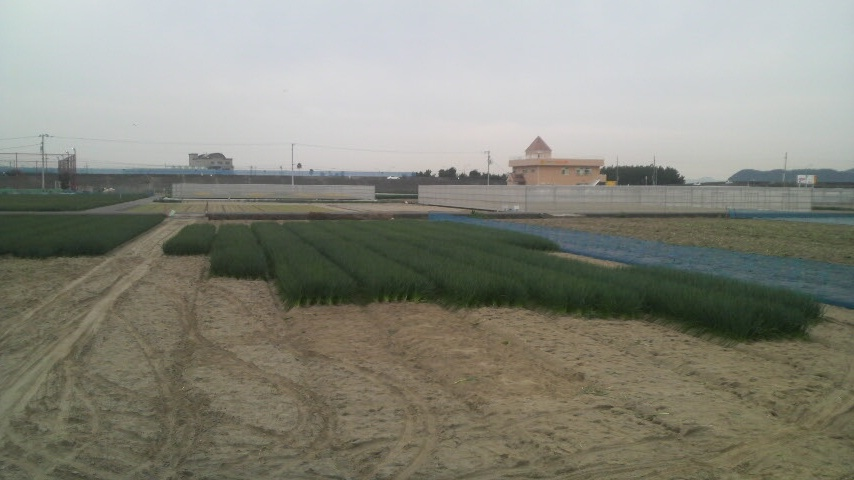
渭東ねぎの畑（沖洲地区）

渭東地区（いとうちく）は、徳島県徳島市の中心部より東部に位置する地区のひとつ。

## 地域
地区に属している地域は福島、新南福島、大和町、安宅、住吉、城東町であり、末広一丁目２番の一部地域も渭東地区に属している。
江戸時代から都市化が進んだ地域であり、住吉には武家屋敷、福島、安宅、大和町（旧大工島）、城東町には阿波水軍の本拠地が置かれた。また明治時代には阿波鏡台の製造地として全国的に知られるようになった。
1946年（昭和21年）に発生した南海地震によって地盤沈下となった渭東地区の殆どが砂地となったことがきっかけで、渭東ねぎの生産地となりブランド化された。
属している地域
- 福島、新南福島、安宅、大和町、住吉、城東町、末広

### 木工業
渭東地区の福島、安宅、大和町（旧大工島）一帯で古くから盛んであり、徳島市を代表する産業の１つである。ただし、近年では近くの沖洲地区や、木材団地のある津田地区などの新しい工業地区に移転する企業も多い。小規模な事業所が多いのが特徴である。

主な製造品
- 徳島仏壇：唐木仏壇のシェアで全国一をほこる。
- 阿波鏡台
- 建具
- たんす

木工業のルーツは江戸時代にさかのぼる。徳島藩領内で採れる豊富で良質な林産資源と、当時徳島が全国でも有数の城下町として発展していたことを背景として、家具や仏壇の生産が発達した。木材は河川を利用して運ばれたため、水の都である徳島は材料調達の面でも恵まれていた。とくに福島、安宅は阿波水軍の拠点であり、そこに住まう船大工の副業として木工品製造が盛んになり、明治維新後には、職を失った士族の船大工が多く木工業に参入して規模を拡大し、古くから交流の深く距離的にも近い大阪への移出を伸ばし、全国でも有数の家具の産地となった。このころ、鏡台の基本工程は徳島で行い、仕上げを大阪で行う、あるいはその逆といった、徳島・大阪間でのノックダウン生産のようなことも行われていた。大正時代には、大阪から唐木仏壇（大阪仏壇）の技術が伝わり、既存の仏壇製造技術と相まって、全国一の産地へ成長した。
1937年（昭和12年）には徳島市立工芸青年学校（徳島県立徳島東工業高等学校の前身。現在の徳島県立徳島科学技術高等学校）が開校し、木工技術者の育成にも力が入れられた。
戦後の高度経済成長期には、住宅需要の高まりを背景に大きな発展をみせた。このころから需要の増大で市街地の工場が手狭になり始め、市街地を流れる河川での貯木が禁止になったため製材業者の多くが津田地区に移転したこと、騒音や振動といった問題も起こってきたことから、沖洲などの新しい工業地に移転する事業者もでてきた。
近年は家具需要の低迷や、輸入家具の増加などで、木工業の規模は縮小傾向である。しかし、現在でも多くの製造業者や、卸・小売業者が市内に集まっている。近年では、ライフスタイルの変化に合わせた新しい家具生産や、阿波和紙など他伝統産業とのコラボレーション、遊山箱といったの徳島の伝統木工品の復活が行われるようになっている。福島には徳島市立木工会館が置かれ、定期的に即売・展示会も行われている。

## 自然

### 河川
地区内には一級河川である吉野川の支流が入り乱れるように流れており、渭北地区と共に河川の多い地域として有名である。
| 河川     | 備考                                                                             |
| -------- | -------------------------------------------------------------------------------- |
| 吉野川   | 一級河川。地区内を流れる河川はすべて吉野川水系。                                 |
| 新町川   | 徳島市の中心部を流れる河川で、水際にある公園では色々な祭典や行事が行われている。 |
| 助任川   | 新町川の支流。                                                                   |
| 沖洲川   | 新町川の支流。                                                                   |
| 大岡川   | 助任川の支流。                                                                   |
| 住吉島川 | 助任川の支流。地区内の中心部を流れる。                                           |

### 画像

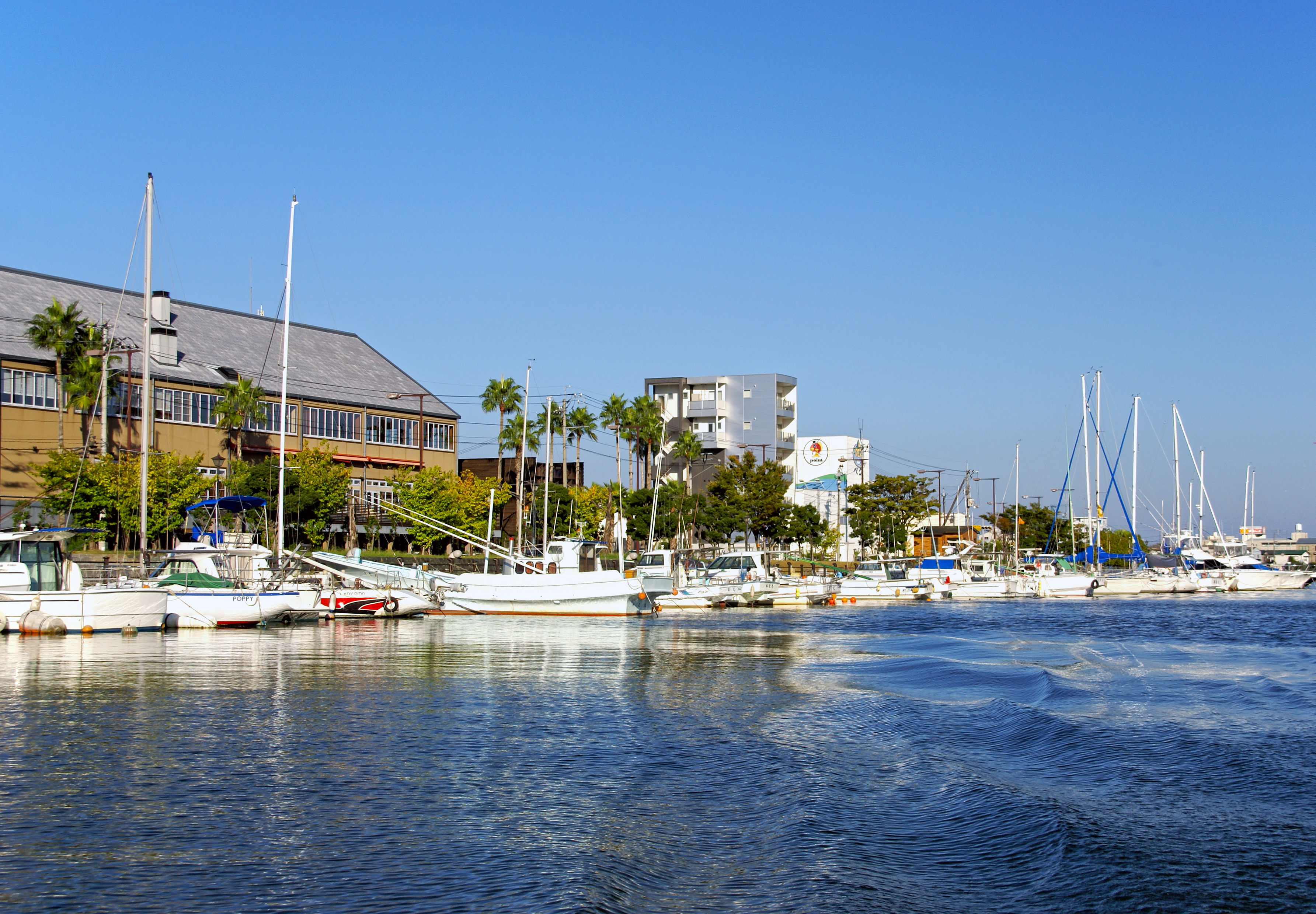
ケンチョピア
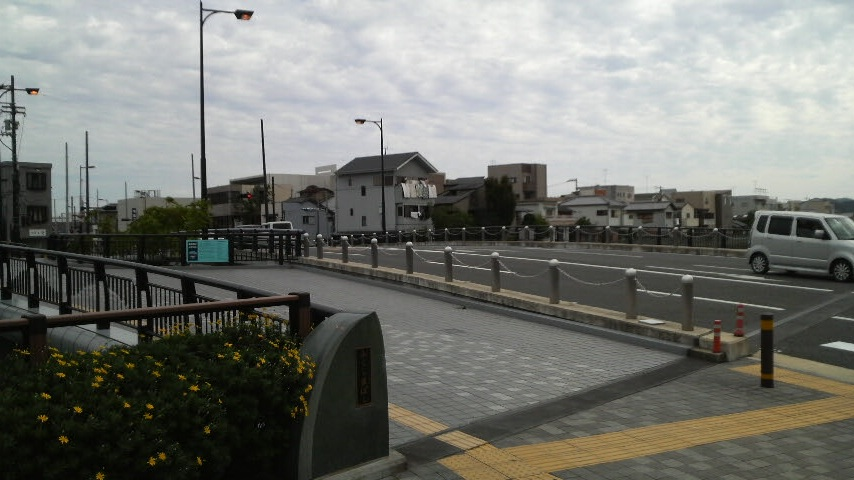
福島橋
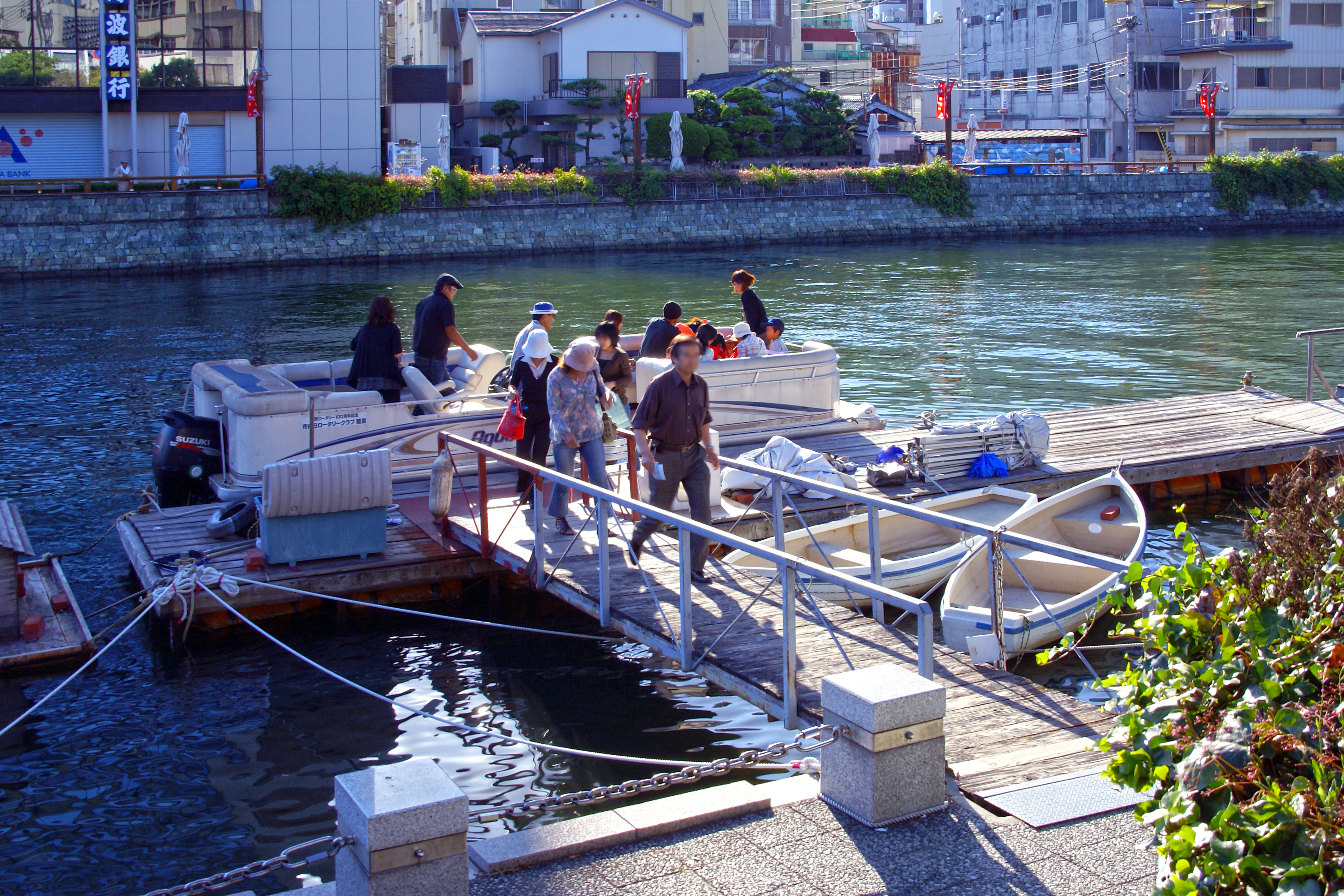
ひょうたん島一周遊覧船
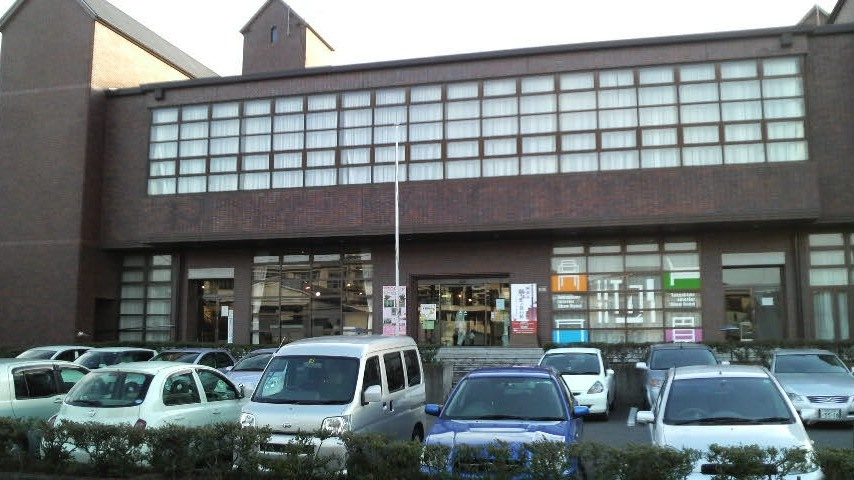
徳島市立木工会館

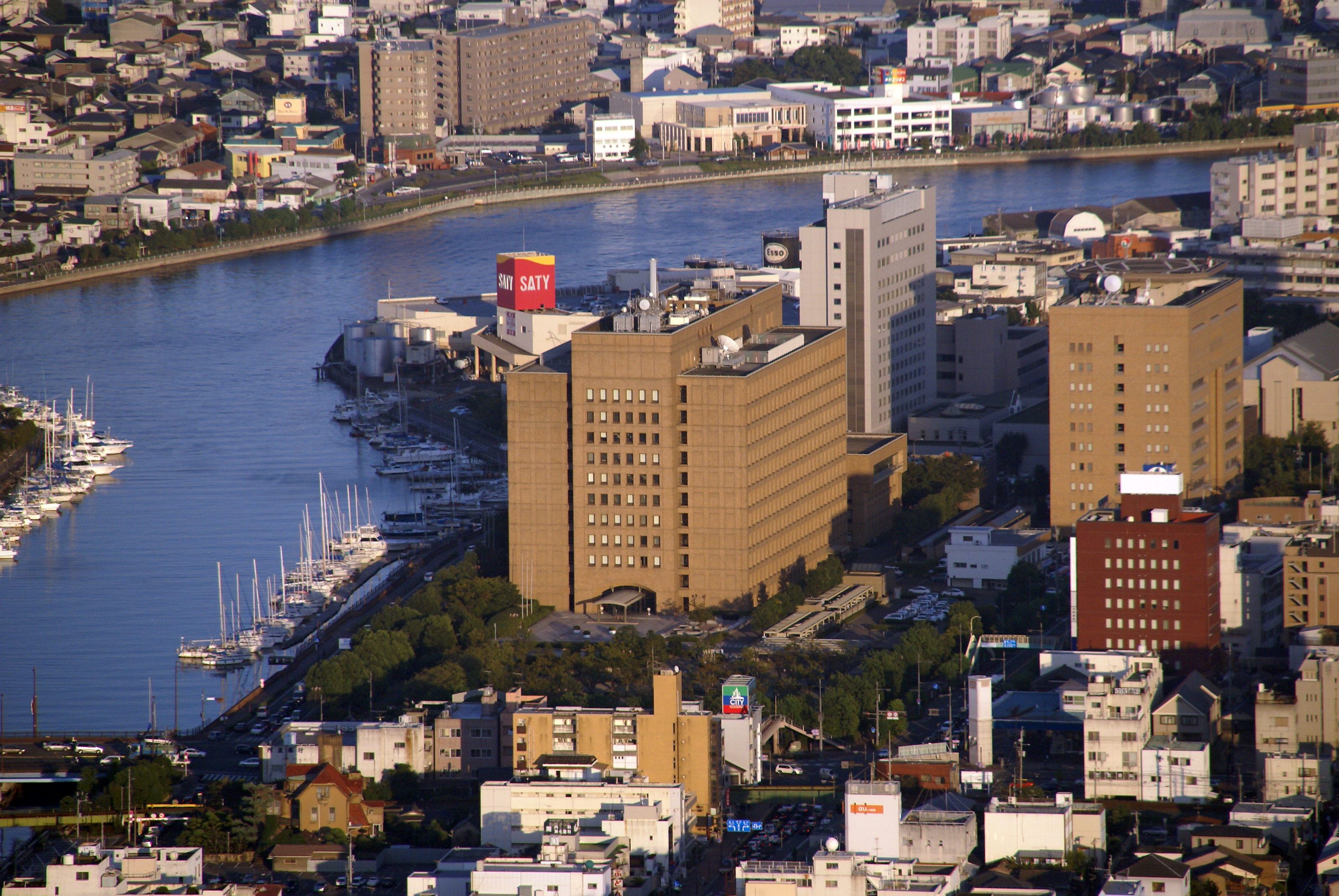
新町川
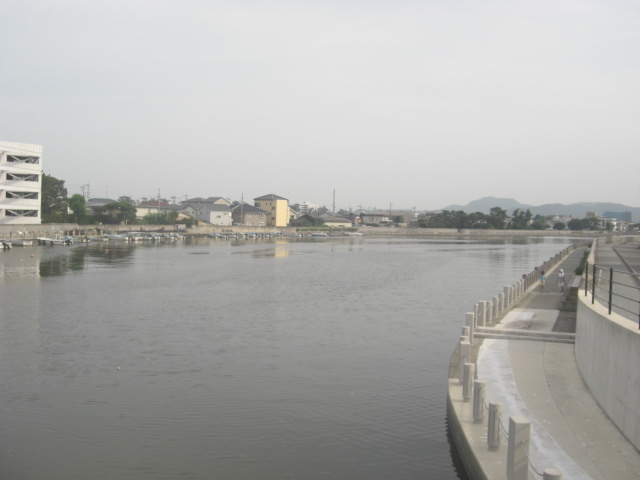
沖洲川
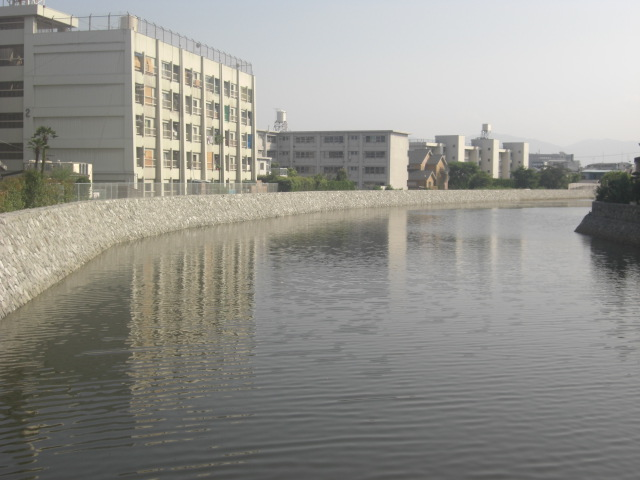
大岡川
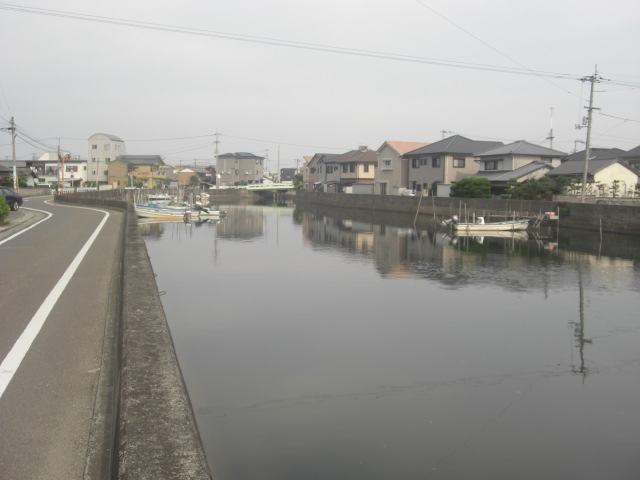
住吉島川

## 教育機関
| 学校名                   | 住所                    | 画像 |
| ------------------------ | ----------------------- | ---- |
| 徳島県立徳島商業高等学校 | 徳島市城東町1丁目4番1号 |      |
| 徳島市城東中学校         | 徳島市安宅3丁目2番76号  |      |
| 徳島市城東小学校         | 徳島市住吉3丁目2番5号   |      |
| 徳島市福島小学校         | 徳島市福島1丁目7-28     |      |
| 徳島市福島幼稚園         | 徳島市福島1丁目7-53     |      |
| 徳島市城東幼稚園         | 徳島市住吉3丁目2番5号   |      |
| 徳島中央自動車教習所     | 徳島市城東町1丁目7-42   |      |

### 廃校
- 徳島県立徳島東工業高等学校（徳島市大和町2丁目2-15）
- 徳島県立保育専門学院（徳島市城東町2丁目）

## 交通

### 道路
都道府県道
- 徳島県道29号徳島環状線

徳島都市圏の外縁部を走る県道。地区内には助任川に福島橋が架かる。
- 徳島県道38号沖ノ洲徳島本町線

地区の南部を走っており、安宅、福島を通る。
- 徳島県道189号沖ノ洲埠頭線

吉野川の河川に沿って東に走っている。東吉野町を起点に住吉を通り終点は金沢。
- 都市計画道路常三島沖洲線

地区の北部を東西に走る。商店街となっており、「すみよしセンターストリート」という愛称がある。

## 施設

### 公共施設
- 徳島市立木工会館
- 徳島市立勤労青少年ホーム（ジュネス徳島）

### 名所
- ケンチョピア（みなと公園）
- 大岡川さくら緑地（大岡川さくらキラキラロード）
- 福島橋
- 勢玉
- ひょうたん島一周遊覧船

### 社寺・史跡
- 四所神社
- 住吉神社
- 蓮花寺
- 慈光寺
- 東照寺 - 新四国曼荼羅霊場の第78番、阿波秩父観音霊場の第25番、阿波六地蔵霊場の3番札所。徳島七福神霊場・福禄寿。

### 画像
- ケンチョピア
- 福島橋
- ひょうたん島一周遊覧船
- 徳島市立木工会館